# Malasigalphus petiolaris
Malasigalphus petiolaris är en stekelart som beskrevs av Van Achterberg och Austin 1992. Malasigalphus petiolaris ingår i släktet Malasigalphus och familjen bracksteklar. Inga underarter finns listade i Catalogue of Life.